# Oxbow (Nowy Jork)
Oxbow – jednostka osadnicza w Stanach Zjednoczonych, w stanie Nowy Jork, w hrabstwie Jefferson.